# Heroes (몬스 셀멜뢰브의 노래)
"Heroes"는 스웨덴의 가수 몬스 셀멜뢰브의 노래이다. 2015년 2월 28일 스웨덴에서 디지털 음원으로 공개되었다. 유로비전 예선인 멜로디페스티발렌 2015에서 우승한 곡으로, 유로비전 송 콘테스트 2015에서도 우승하였다.